# 최우식
최우식(1990년 3월 26일~)은 한국계 캐나다인 배우로, 대한민국을 중심으로 활동하고 있다. 2011년 드라마 《짝패》로 자신의 연기 경력을 시작한 그는 2014년 영화 《거인》으로 주목을 받기 시작했다. 그는 영화 《부산행》(2016)과 《마녀》(2018), 《기생충》(2019) 등의 영화가 큰 성공을 거두면서 국제적인 명성을 얻으며 찬사를 받았다. 다수의 작품으로 연기력을 인정받은 최우식은 충무로 대표 감독들과 호흡을 맞추며 충무로가 가장 주목하는 남자 배우로 자리 잡았다. 여느 외국인 배우처럼 군대를 가지 않았다.

## 학력
- 슬기유치원 (졸업)
- 파인트리 중등학교 (졸업)
- 사이먼 프레이저 대학교 무대연출과 (중퇴)
- 중앙대학교 아시아문화학과 (졸업)

## 유년 시절
최우식은 1990년 3월 26일 서울특별시에서 태어났다. 형제로는 형이 한 명 있다. 그가 초등학생이던 12세 때 가족들이 캐나다로 이민을 가게 되면서, 학창 시절을 브리티시 컬럼비아에서 보냈다. 현지 고등학교인 파인트리 세컨더리 스쿨을 졸업한 후, 사이먼 프레이저 대학교에 진학하여 무대 연출 전공을 했다. 캐나다에서는 10년여간 거주한 영향으로 영어에 능통하다. 2011년 그는 사이먼프레이저 대학교 1학년3학기 (1년 과정이 우리나라와 다르게 2학기가 아닌 3학기제임 ) 재학 중 한국에서 배우를 해보겠냐는 당시 여자친구의 제안을 듣고 한국으로 와서 오디션을 본 후 합격했다. 중앙대학교 아시아문화학을 전공했다.

## 경력

### 초기 경력
최우식은 2011년 드라마 《짝패》로 배우로 데뷔했고, 《폼나게 살거야》, 《옥탑방 왕세자》, 《닥치고 패밀리》 등의 작품에 출연하며 서서히 필모그래피를 쌓아갔다. 이후 2012년 10월에는 JYP엔터테인먼트와 매니지먼트 전속 계약을 맺었다.
최우식은 《특수사건 전담반 TEN》(2011), 《폼나게 살거야》(2011), 《옥탑방 왕세자》(2012), 《패밀리》(2012), 《운명처럼 널 사랑해》(2014), 《오만과 편견》(2014) 등의 여러 TV 드라마에서 조연 역할을 맡아 자신의 경력을 쌓아갔다.

### 2015-현재

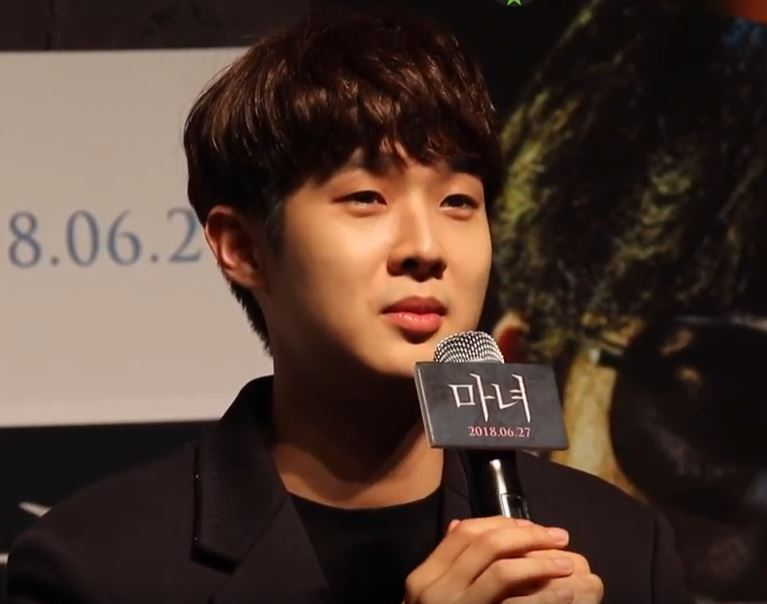
2018년 영화 《마녀》 제작보고회에서 최우식

최우식은 2014년 독립 영화 《거인》으로 첫 주연을 맡았고, 무능한 부모를 떠나 스스로 고아가 된 영재 역할을 맡아 다면적인 내면을 완벽하게 표현사는 뛰어난 연기력으로 대중과 평단 모두에게 인정 받았다. 이 작품으로 그는 청룡영화상 신인상, 부산 국제 영화제 올해의 배우상을 비롯해 다수의 영화제의 신인 연기상을 휩쓸었다.
이어 그는 로맨틱 코미디 드라마 《호구의 사랑》(2015)으로 첫 드라마 주연을 맡았다. 최우식은 국내 최초 블록버스터 좀비 스릴러 영화 《부산행》(2016)과 액션 어드벤처 영화 《옥자》(2017)에 출연했다.
2018년 최우식은 액션 영화 《마녀》에서 귀공자라는 신비한 암살자를 연기했다. 그간 발랄한 역을 많이 했던 탓에 처음 역할을 제안 받고 귀공자라는 역할 이름에 부담을 많이 느꼈다고 한다. 2019년 그는 코미디 영화 《그대 이름은 장미》에 출연하였다. 봉준호 감독의 블랙코미디 영화 《기생충》에서 기우 역할을 연기했고, 극 중 이야기를 주도하면서 결말까지 장식하는 핵심 캐릭터를 능숙하게 소화해내며 호평을 받았다. 특히 봉준호는 2년 전 영화 《옥자》에서 최우식과 처음 작업한 뒤 '기생충' 시나리오를 쓰면서 주인공 기우 역에 그를 마음에 두고 이야기를 완성했다고 밝히며, 그에 대해 “착하고 부드럽고 유연하지만 끈질긴 느낌의 묘한 매력을 지녔다. 이 시대 젊은이의 모습을 품고 있는 배우라고 생각한다”고 평했다.

## 필모그래피

### 영화
| 연도 | 제목              | 역할        | 비고     |
| ---- | ----------------- | ----------- | -------- |
| 2011 | 에튀드, 솔로      |             | 단편영화 |
| 2011 | 오늘              | 김태호      |          |
| 2012 | 비정한 도시       | 정봉연      |          |
| 2013 | 은밀하게 위대하게 | 윤유준      |          |
| 2014 | 거인              | 박영재      |          |
| 2014 | 빅매치            | 구루        |          |
| 2015 | 호텔 룸           | 민준        |          |
| 2016 | 부산행            | 민영국      | 천만영화 |
| 2017 | 옥자              | 김군        |          |
| 2018 | 골든 슬럼버       | 주호        | 우정출연 |
| 2018 | 궁합              | 남치호      |          |
| 2018 | 마녀              | 귀공자      |          |
| 2018 | 물괴              | 허 선전관   |          |
| 2019 | 그대 이름은 장미  | 어린 최순철 |          |
| 2019 | 기생충            | 김기우      | 천만영화 |
| 2019 | 사자              | 최찬이 신부 | 특별출연 |
| 2020 | 사냥의 시간       | 기훈        |          |
| 2022 | 경관의 피         | 최민재      |          |
| 2024 | 원더랜드          | 현수        |          |

### 드라마
- 2010년 MBC 드라마넷 금요 20부작 미니시리즈 《별순검 시즌 3》 ... 동수 역
- 2010년 MBC 월화 특별기획 드라마 《동이》 ... 양반 1 역 (특별출연)
- 2010년 MBC 저녁 일일시트콤 《볼수록 애교만점》 ... 정수정 대학 남친 역
- 2011년 MBC 월화 특별기획 드라마 《짝패》 ... 어린 귀동 역
- 2011년 SBS 수목 특별기획 드라마 《뿌리깊은 나무》 ... 청년 정기준 역
- 2011년 ~ 2012년 SBS 주말 특별기획 드라마 《폼나게 살거야》 ... 나주라 역
- 2011년 ~ 2012년 OCN 금요 9부작 미니시리즈 《특수사건 전담반 TEN》 ... 박민호 역
- 2012년 KBS2 단막극 《드라마 스페셜 - 친구중에 범인이 있다》 ... 어린 도현 역
- 2012년 SBS 드라마스페셜 《옥탑방 왕세자》 ... 도치산 역
- 2013년 OCN 일요 12부작 미니시리즈 《특수사건 전담반 TEN 2》 ... 박민호 역
- 2013년 tvN 월화 미니시리즈 《후아유》
- 2013년 네이버 CAST 웹 드라마 《낯선하루》 ... 채만식 역
- 2013년 MBC 단막극 《드라마 페스티벌 - 수사부반장》 ... 부중식 역
- 2014년 SBS 드라마 스페셜 《너희들은 포위됐다》 ... 최우식 역 (특별출연)
- 2014년 MBC 수목 미니시리즈 《운명처럼 널 사랑해》 ... 이용 역
- 2014년 ~ 2015년 MBC 월화 미니시리즈 《오만과 편견》 ... 이장원 역
- 2015년 네이버 CAST 웹 드라마 《드림나이트》 ... (특별출연) 역
- 2015년 tvN 월화 미니시리즈 《호구의 사랑》 ... 강호구 역
- 2015년 SBS 2부작 추석특집극 《나의 판타스틱한 장례식》 ... 박동수 역
- 2017년 네이버 CAST 웹 드라마 《썸남》 ... 박규태 역
- 2017년 KBS2 월화 미니시리즈 《쌈 마이웨이》 ... 박무빈 역 (특별출연)
- 2017년 JTBC 금토 미니시리즈 《더 패키지》 ... 김겅재 역
- 2021년 SBS 월화 미니시리즈 《그 해 우리는》 ... 최웅 역
- 2024년 NETFILX 오리지널 미니시리즈 《살인자ㅇ난감》 ... 이탕 역
- 2025년 NETFILX 오리지널 미니시리즈 《멜로무비》 ... 고겸 역
- 2026년 KBS2 토일 드라마 《고래별》 ... 강의현 역

### 시트콤
- 2012년 ~ 2013년 KBS2 저녁 일일시트콤 《패밀리》 ... 열우봉 역

## 연기 외 활동

### 예능
| 연도       | 방송사 | 제목                        | 역할        | 비고 |
| ---------- | ------ | --------------------------- | ----------- | ---- |
| 2012       | QTV    | Real Mate in 호주           | 게스트 출연 |      |
| 2013 ~2014 | SBS    | 심장이 뛴다                 | MC          |      |
| 2014       | MBC    | 황금어장 라디오 스타        | 게스트 출연 |      |
| 2015       | tvN    | 현장토크쇼 TAXI             | 게스트 출연 |      |
| 2015       | SBS    | 정글의 법칙 in 니카라과     | 게스트 출연 |      |
| 2016       | O'live | 원나잇 푸드트립             | 게스트 출연 |      |
| 2020       | tvN    | 여름방학                    | 고정        |      |
| 2021       | 유튜브 | 문명특급                    | 게스트      |      |
| 2021       | tvN    | 윤스테이                    | 고정        |      |
| 2021       | tvN    | 유 퀴즈 온 더 블럭          | 게스트      |      |
| 2022       | tvN    | 놀라운 토요일               | 게스트      |      |
| 2022       | JTBC   | 인더숲: 우정여행            | 고정        |      |
| 2023       | tvN    | 서진이네                    | 고정        |      |
| 2023       | tvN    | 출장 소통의 신 - 서진이네편 | 고정        |      |
| 2024       | tvN    | 서진이네2                   | 고정        |      |
| 2024       | 유튜브 | 나영석의 와글와글           | 게스트      |      |

### 라디오 프로그램
| 연도 | 방송사      | 제목                         | 역할                      | 비고                                 |
| ---- | ----------- | ---------------------------- | ------------------------- | ------------------------------------ |
| 2018 | MBC FM4U    | 《FM 영화음악 한예리입니다》 | 게스트 출연               | 영화음악 초대석, 2018. 06. 26 방송분 |
| 2019 | SBS 파워 FM | 《최화정의 파워타임》        | 게스트 출연 (with 봉준호) | 2019. 05. 17 방송분                  |

### 뮤직 비디오
| 연도 | 가수   | 제목                 |
| ---- | ------ | -------------------- |
| 2014 | 아이유 | 〈나의 옛날 이야기〉 |
| 2015 | DAY6   | 〈Congratulations〉  |
| 2017 | DAY6   | 〈예뻤어〉           |
| 2017 | 임슬옹 | 〈그 순간〉          |

### 광고(CF)
| 연도        | 기업명                  | 제품명                 | 종류                   | 공동 출연 |
| ----------- | ----------------------- | ---------------------- | ---------------------- | --------- |
| 2018        | 현대자동차              | 현대자동차 스마트 센스 | 자동차 안전기술 서비스 |           |
| 2019        | OB맥주                  | CASS 아오르비          | 주류                   |           |
| 2019 ~ 현재 | 코오롱인더스트리FnC부문 | 커스텀멜로우           | 의류                   |           |
| 2019 ~ 현재 | (주)원티드랩            | 원티드                 | 구인구직 서비스앱      |           |
| 2020        | 홍루이젠                | 홍루이젠               | 샌드위치               |           |
| 2021        | 코카콜라                | 코카콜라               | 음료                   |           |
| 2024        | (주)야놀자              | 야놀자                 | 숙박업                 | 최민식    |

### 앨범
| 연도 | 앨범명 | 타이틀곡 | 가수   | 비고         |
| ---- | ------ | -------- | ------ | ------------ |
| 2021 | 품     | 품       | 최우식 | Feat. 픽보이 |

## 홍보대사
| 연도 | 홍보대사명                           |
| ---- | ------------------------------------ |
| 2012 | 제14회 서울국제청소년영화제 홍보대사 |
| 2013 | 제 51주년 소방의 날 명예소방관 위촉  |
| 2021 | 서울대학교병원 후원회 홍보대사       |

## 수상 및 후보
| 연도 | 시상식                                                    | 부문                                           | 작품         | 결과 | 출처                               |
| ---- | --------------------------------------------------------- | ---------------------------------------------- | ------------ | ---- | ---------------------------------- |
| 2014 | 제19회 부산국제영화제                                     | 남자 올해의 배우상                             | 거인         | 수상 | [ 22 ]                             |
| 2015 | 제10회 맥스무비 최고의 영화상                             | 최고의 남자 신인배우상                         | 거인         | 후보 | [ 23 ]                             |
| 2015 | 제2회 들꽃영화상                                          | 신인남우상                                     | 거인         | 수상 | [ 24 ]                             |
| 2015 | 제24회 부일영화상                                         | 신인 남자연기상                                | 거인         | 후보 | [ 25 ]                             |
| 2015 | 제35회 한국영화평론가협회상                               | 신인남우상                                     | 거인         | 수상 | [ 26 ]                             |
| 2015 | 제36회 청룡영화상                                         | 신인남우상                                     | 거인         | 수상 | [ 27 ]                             |
| 2015 | 제16회 부산영화평론가협회상                               | 신인남우상                                     | 거인         | 수상 | [ 28 ]                             |
| 2015 | 한국영화배우협회 스타의 밤 - 대한민국 톱스타상 시상식     | 한국영화 인기스타상                            | 거인         | 수상 | [ 29 ]                             |
| 2017 | 제22회 춘사영화상                                         | 특별인기상                                     | 빈칸         | 수상 |                                    |
| 2019 | 제24회 춘사영화상                                         | 남우주연상                                     | 기생충       | 후보 |                                    |
| 2019 | 제28회 부일영화상                                         | 남우주연상                                     | 기생충       | 후보 |                                    |
| 2019 | 제28회 부일영화상                                         | 남자 인기스타상                                | 기생충       | 후보 |                                    |
| 2019 | 제18회 대한민국 퍼스트브랜드 대상                         | 남자 영화배우상                                | 빈칸         | 수상 | [ 30 ]                             |
| 2019 | 얼라이언스 오브 우먼 필름 저널리스트(여성 영화기자협회)   | 최우수 앙상블상                                | 기생충       | 후보 | [ 31 ] [ 32 ]                      |
| 2019 | 오스틴 영화 비평가 협회                                   | 최우수 앙상블상                                | 기생충       | 후보 | [ 33 ] [ 34 ]                      |
| 2019 | 콜럼버스 영화 비평가 협회                                 | 최우수 앙상블상                                | 기생충       | 2위  | [ 35 ] [ 36 ]                      |
| 2019 | 디트로이트 영화 비평가 협회                               | 최우수 앙상블상                                | 기생충       | 후보 | [ 37 ] [ 38 ]                      |
| 2019 | 플로리다 영화 비평가 협회                                 | 최우수 앙상블상                                | 기생충       | 후보 | [ 39 ] [ 40 ]                      |
| 2019 | 조지아 영화 비평가 협회                                   | 최우수 앙상블상                                | 기생충       | 후보 | [ 41 ]                             |
| 2019 | IGN 어워드                                                | 최우수 영화 앙상블상                           | 기생충       | 후보 | [ 42 ] [ 43 ] [ 44 ] [ 45 ] [ 46 ] |
| 2019 | 인디애나 영화 비평가 협회                                 | 최우수 앙상블상                                | 기생충       | 후보 | [ 47 ] [ 48 ]                      |
| 2019 | 뮤직 시티 영화 비평가 협회                                | 최우수 연기 앙상블상                           | 기생충       | 후보 | [ 49 ] [ 50 ]                      |
| 2019 | 뉴멕시코 영화 비평가 협회                                 | 최우수 앙상블상                                | 기생충       | 2위  | [ 51 ]                             |
| 2019 | 여성 영화 비평가 온라인 협회                              | 최우수 앙상블상                                | 기생충       | 2위  | [ 52 ] [ 53 ]                      |
| 2019 | 시애틀 영화 비평가 협회                                   | 최우수 앙상블상                                | 기생충       | 수상 | [ 54 ] [ 55 ]                      |
| 2019 | 워싱턴 D.C. 아레아 영화 비평가 협회                       | 최우수 앙상블상                                | 기생충       | 후보 | [ 56 ]                             |
| 2020 | 제25회 크리틱스 초이스 영화상(미국 방송 영화 비평가 협회) | 최우수 연기 앙상블상                           | 기생충       | 후보 | [ 57 ]                             |
| 2020 | 제26회 미국 배우 조합상(스크린 액터 길드 어워드)          | 영화부문 최우수 연기 캐스팅상                  | 기생충       | 수상 | [ 58 ]                             |
| 2020 | 골드 더비 디케이드 어워드                                 | 10년간의 최우수 앙상블상                       | 기생충       | 후보 | [ 59 ]                             |
| 2020 | 제14회 아시안 필름 어워즈                                 | 남우조연상                                     | 기생충       | 후보 |                                    |
| 2021 | SBS 연기대상                                              | 디렉터즈 어워드상                              | 그 해 우리는 | 수상 |                                    |
| 2021 | SBS 연기대상                                              | 미니시리즈 코미디·로맨스부문 남자 최우수연기상 | 그 해 우리는 | 후보 |                                    |
| 2021 | SBS 연기대상                                              | 베스트 커플상(with 김다미)                     | 그 해 우리는 | 후보 |                                    |
| 2022 | 제8회 에이판 스타 어워즈                                  | 미니시리즈부문 남자 우수연기상                 | 그 해 우리는 | 후보 |                                    |
| 2024 | 제3회 청룡 시리즈 어워즈                                  | 티르티르 인기스타상                            | 서진이네 2   | 수상 |                                    |
| 2024 | 제3회 청룡 시리즈 어워즈                                  | 남우주연상                                     | 살인자ㅇ난감 | 후보 |                                    |
| 2025 | 제23회 디렉터스 컷 시상식                                 | 시리즈부문 올해의 남자배우상                   | 살인자ㅇ난감 | 후보 |                                    |